# ام‌وی وناتچی
ام‌وی وناتچی (به انگلیسی: MV Wenatchee) یک کشتی است که طول آن ۴۶۰ فوت ۲ اینچ (۱۴۰٫۳ متر) می‌باشد. این کشتی در سال ۱۹۹۸ ساخته شد.